# Comisión Nacional de Asuntos Indígenas
La Comisión Nacional de Asuntos Indígenas es una institución costarricense. Fue creada el 9 de julio de 1973 mediante la ley número 5251 de la República. Su función principal es ser la institución gubernamental que maneja lo relativo a los pueblos indígenas de Costa Rica y la defensa de sus derechos. 
La CONAI ha sido ampliamente criticada por lo que muchos consideran es el incumplimiento de sus funciones principales. La Defensoría de los Habitantes emitió un informe en 2011 donde critica la gestión de CONAI y su injerencia en asuntos internos de los indígenas. En 2010 la Sala Constitucional declaró ilegal los permisos que emitía CONAI para permitir a personas no indígenas residir en territorios indígenas y poseer propiedades. Asimismo en 2011 la comunidad indígena de Kéköldi demandó al Estado en las figuras del Instituto de Desarrollo Agrario y CONAI por no tomar las medidas de expropiar a los pobladores no indígenas de su territorio, juicio que el Tribunal Contencioso Administrativo falló a favor de los demandantes. Otra crítica que se le hace es su oposición a la Ley de Desarrollo Autónomo de los Pueblos Indígenas, que dotaría de autonomía política a las comunidades.